# Сквалан
Сквала́н — предельный углеводород тритерпенового ряда состава С30Н62. Бесцветная маслянистая жидкость без запаха. Применяют в качестве компонента фармацевтических и косметических препаратов, смазочного масла, неподвижной фазы в газожидкостной хроматографии, стандарта для вискозиметрии и элементного анализа в аналитической химии. 

## Распространение в природе
Сквалан, наряду со скваленом,  в значительных количествах содержится в жирах рыб (особенно в жире печени акул), а также в существенно меньших количествах в растительных маслах. 

## Получение
Получают в результате полного гидрирования сквалена водородом на оксиде платины (IV), а также из природных источников.